# Борго-Паче
Борго-Паче, Борґо-Паче (італ. Borgo Pace) — муніципалітет в Італії, у регіоні Марке,  провінція Пезаро і Урбіно.
Борго-Паче розташоване на відстані близько 200 км на північ від Рима, 100 км на захід від Анкони, 60 км на південний захід від Пезаро, 29 км на захід від Урбіно.
Населення — 623 особи (2014).
Щорічний фестиваль відбувається у травні. Покровитель — Sant'Eurosia di Jaca.

## Демографія
Населення за роками:

Станом на 1 січня 2023 року в муніципалітеті офіційно проживав 41 іноземець з 12 країн, серед них 20 громадян країн Євросоюзу та 8 громадян України.

## Сусідні муніципалітети
- Бадія-Тедальда
- Карпенья
- Меркателло-суль-Метауро
- Сан-Джустіно
- Сансеполькро
- Сестіно